# Emma Mendenhall
Pour les articles homonymes, voir Mendenhall.
Emma Mendenhall, née le 15 mars 1873 aux États-Unis, à Cincinnati, dans l'État de l'Ohio, et morte le 25 mars 1964 dans la même ville, est une artiste peintre impressionniste américaine, connue pour ses paysages, ses portraits et ses scènes de genre.

## Biographie
Emma Mendenhall naît à Cincinnati dans l'État de l'Ohio en 1873. Fille aînée de Charles et Frances Mendehall, elle est la nièce d'Emma Mendenhall Anderson, femme de l'industriel et philanthrope Larz Anderson, qui l'aide à intégrer la haute société lorsque sa carrière artistique débute. De 1890 à 1914, elle fréquente la Art Academy of Cincinnati, où elle étudie avec les peintres Vincent Nowottny et Frank Duveneck. Au début des années 1900, elle complète sa formation à l'académie Julian à Paris avec le peintre Jules Lefebvre, à la Shinnecock Hills Summer School of Art (en) avec le peintre William Merritt Chase et au sein de l'école estivale du peintre Charles Herbert Woodbury (en) à Ogunquit dans l'état du Maine.
Au cours de sa carrière, elle travaille comme professeur à la Oakhurst School à Cincinnati et effectue de nombreux voyages à l'étranger en compagnie de la peintre Dixie Selden (en). Les deux amies visitent notamment la France, le Mexique, le Danemark, l'Espagne, le Portugal, la Chine, le Japon, le Maroc, l'Angleterre et la Terre sainte. Elle séjourne également à plusieurs reprises sur les côtes de la région de la Nouvelle-Angleterre, où elle peint les paysages de la région en compagnie de la peintre Annie Gooding Sykes. En 1910, elle expose en compagnie de Selden et de Sykes au Cincinnati Art Museum. En 1921, elle devient membre de l'American Watercolor Society. Elle peint au cours de sa carrière des paysages, des portraits, des scènes de genre et des natures mortes.
Elle décède dans sa ville natale en 1964 et est enterrée au cimetière de Spring Grove (en) de la ville.
Ces œuvres sont notamment visibles ou conservées au Cincinnati Art Museum et au musée d'Art d'Indianapolis.